# Dorothy West
Pour les articles homonymes, voir Dorothy West (actrice) et West.
Dorothy West, née le 2 juin 1907 à Boston dans l'État du Massachusetts, et morte dans la même ville le 16 août 1998, est une romancière, nouvelliste et directrice de publication américaine, elle est également l'une des figures de proue du mouvement culturel afro-américain dit de la Renaissance de Harlem.

## Biographie

### Jeunesse et formation
Dorothy West est la fille unique d' Isaac Christopher West (un esclave afro-américain affranchi et de venu un grossiste florissant et propriétaire de restaurant) et de Rachel Pease Benson West issue d'une famille nombreuse de la Caroline du Sud. Ses parents lui offre une vie confortable, chaque été, elle passe ses vacances dans la résidence secondaire de la famille à Martha's Vineyard, une île située au large du Massachusetts où de nombreuses personnes de la haute société avaient des résidences d'été. Ses parents sont soucieux de lui offrir la meilleure éducation possible, c'est ainsi qu'à l'âge de quatre ans elle commence sa scolarité à la David G. Farragut Elementary School (en) de Boston. C'est à l'école primaire qu'elle rencontre le racisme par les réflexions des élèves. À l'âge de dix ans elle est admise dans une prestigieuse école latine pour jeune fille de la haute société. En 1923, après avoir achevé ses études secondaires, elle est admise à l'université de Boston. Elle commence à écrire des nouvelles dès l'âge de sept ans, à ses quinze ans sa première nouvelle, Promise and Fulfillment, est publiée par le The Boston Post. À ses 19 ans, en 1926, sa nouvelle The Typewriter est primée par les lecteurs de la revue Opportunity: A Journal of Negro Life publiée par la National Urban League. Peu après, elle s'installe à Harlem où elle est prise sous les ailes de divers membres du mouvement culturel et littéraire dit de la Renaissance de Harlem tels que Langston Hughes, Countee Cullen, Claude McKay, Wallace Thurman ou Zora Neale Hurston dont elle devient l'amie, elle  est surnommée la môme (the kid). Elle poursuit ses études universitaires à l'université Columbia de New York où elle étudie la philosophie et le journalisme,,,,.

### Carrière
En 1932, avec Langston Hughes et 20 autres artistes afro-américains, elle se rend en URSS pour réaliser un film sur le racisme américain appelée Black and White. À la suite d'accusations d'association avec le communisme qui aurait rendu le retour aux États-Unis problématique le projet est abandonné. Même si le projet de film a échoué, Dorothy West prolonge son séjour en URSS, séjour qu’elle interrompt quand elle apprend la mort de son père en 1933,,,.
Elle fonde le magazine littéraire Challenge en 1934 qui publiera de nombreux écrits d'auteurs afro-américains de la Renaissance de Harlem tels que Langston Hughes, Arna Bontemps, Zora Neale Hurston, Claude McKay et Helene Johnson (en),.
Dans les années 1940, Dorothy West participa à la Works Progress Administration's Federal Writers' Project du New Deal. Elle s'installe par la suite à Oak Bluffs sur Martha's Vineyard, une île du Massachusetts,,,.
The Living Is Easy, son roman le plus célèbre, évoque la vie d'une famille noire de la haute société. Le Mariage (The Wedding), publié en 1995, est également une saga, mais sa chronologie inversée rappelle le roman policier plus que le feuilleton,,.

### Vie personnelle
Dorothy West ne s'est jamais mariée et n'a pas eu d'enfants.

## Œuvres

### Éditions originales
- The Living is Easy, New York, The Feminist Press at CUNY (réimpr. 1969, 1975, 1987, 1996, 2000, 2020) (1re éd. 1948), 376 p. (ISBN 9780965392129, 9781558611474 et 9780860687535, OCLC 868712948, lire en ligne),
- Wojokeso: Sentence, Paragraph, And Discourse Analysis, The Australian National University, 1973 (ISBN 978-0-8588-3089-9),
- The Richer, The Poorer (réimpr. 22 août 2019, aux éd. Virago) (1re éd. 1995, aux éd. Doubleday), 280 p. (ISBN 978-0-3490-1205-6, lire en ligne),
- The Wedding, New York, Doubleday (réimpr. 1996, 1997, 2009, 2019) (1re éd. 1995), 312 p. (ISBN 9780385471435 et 9781558611474, OCLC 30739147, lire en ligne)

### Editions posthumes
- The Dorothy West Martha's Vineyard : Stories, Essays and Reminiscences by Dorothy West Writing in the Vineyard Gazette, McFarland & Company, 2001, 172 p. (ISBN 978-0-7864-0892-4, lire en ligne),
- Where the Wild Grape Grows: Selected Writings, 1930-1950, University of Massachusetts Press, 2004, 248 p. (ISBN 978-1-5584-9471-8)
- The Last Leaf of Harlem: The Uncollected Works of Dorothy West, St. Martin's Press, 2007, 320 p. (ISBN 978-0-3122-6148-1, lire en ligne),

### Éditions francophones
- (fr) Dorothy West (trad. de l'anglais par Arlette Stroumza), Le Mariage [« The Wedding »], Paris, Belfond, 1996, 243 p. (ISBN 9782714433107, OCLC 409142568),

## Pour en savoir plus

#### Notices dans des encyclopédies et manuels de références
- (en-US) Amy Alexander, Fifty Black Women Who Changed America, New York, Citadel Press & Kensington Pub. Corp. (réimpr. 2001) (1re éd. 1999), 306 p. (ISBN 9780806521954, OCLC 1034676666, lire en ligne), p. 95-97,
- (en-US) Brenda Wilkinson, African American Women Writers, New York, Wiley (réimpr. 2011) (1re éd. 1999), 166 p. (ISBN 9780471175803, OCLC 895116734, lire en ligne), p. 54-59,
- (en-US) Anne Commire (dir.), Deborah Klezmer (dir.) et Cheryl Knot Malone, Women in World History, vol. 16 : Vict - X, Waterford, Connecticut, Yorkin Publications & Gale Groupe, coll. « Gale virtual reference library », 2001, 881 p. (ISBN 9781414412672, OCLC 186968548, lire en ligne), p. 383-386,
- (en-US) Hans Ostrom Jr. (dir.) et J. David Macey (dir.), The Greenwood Encyclopedia of African American Literature, vol. 5 : U-Z, Westport, Connecticut, Greenwood Press, 2005, 2013 p. (ISBN 9780313329777, OCLC 314590966, lire en ligne), p. 1718-1721,
- (en-US) Lois Brown (dir.), Encyclopedia of the Harlem Literary Renaissance : The Essential Guide to the Lives and Works of the Harlem Renaissance Writers, New York, Facts On File, coll. « Literary Movements », 2006, 615 p. (ISBN 9780816049677, OCLC 234201286, lire en ligne), p. 558-561,
- (en-US) Wilfred D. Samuels (dir.), Tracie Church Guzzio (dir.) et Loretta Gilchrist Woodard (dir.), Encyclopedia of African-American Literature, New York, Facts On File (réimpr. 2009, 2013, 2019) (1re éd. 2007), 633 p. (ISBN 9780816050734, OCLC 430536488, lire en ligne), p. 541-542,
- (en-US) Henry Louis Gates Jr. (dir.) et Sallyann h. Ferguson, African American National Biography, vol. 11 : Taborn-Wheeler, New York, Oxford University Press, USA (réimpr. 2013) (1re éd. 2008), 628 p. (ISBN 9780199920778, OCLC 1255745314, lire en ligne), p. 598-600,

#### Essais
- (en-US) Verner D. Mitchell & Cynthia Davis, Literary Sisters : Dorothy West and Her Circle, A Biography of the Harlem Renaissance, Rutgers University Press, 1er janvier 2011, 216 p. (ISBN 9780813551463),
- (en-US) Cherene Sherrard-Johnson, Dorothy West's Paradise : A Biography of Class and Color, Rutgers University Press, 1er janvier 2012, 256 p. (ISBN 9780813551678),

#### Articles
- (en-US) SallyAnn H. Ferguson, « Dorrothy West and Helen Johnson in "Infants of the Spring" », The Langston Hughes Review, vol. 2, no 2,‎ 1983, p. 22-24 (3 pages) (lire en ligne ),
- (en-US) Lawrence R. Rodgers, « Dorothy West's the Living is Easy and the Ideal of Southern Folk Community », African American Review, vol. 26, no 1,‎ printemps 1992, p. 161-172 (12 pages) (lire en ligne ),
- (en-US) Katrine Dalsgård, « Alive and Well and Living on the Island of Martha's Vineyard: an Interview with Dorothy West », The Langston Hughes Review, vol. 12, no 2,‎ 1993, p. 28-44 (17 pages) (lire en ligne ),
- (en-US) « Dorothy West's The Wedding: Black Writers and White Control », The Journal of Blacks in Higher Education, no 8,‎ été 1995, p. 21 (1 page) (lire en ligne ),
- (en-US) « In Memoriam Dorothy West 1907-1998 », The Journal of Blacks in Higher Education, no 21,‎ automne 1998, p. 108-109 (2 pages) (lire en ligne ),
- (en-US) Joyce Durham, « Dorothy West and the Importance of Black "Little" Magazines of the 1930s: "Challenge" and "New Challenge », The Langston Hughes Review, Vol. 16, No. 1/2,‎ 1999, p. 19-31 (13 pages) (lire en ligne),
- (en-US) Elizabeth Muther, « The Racial Subject of Suspense in Dorothy West's "The Wedding" », Narrative, vol. 7, no 2,‎ mai 1999, p. 194-212 (19 pages) (lire en ligne ),
- (en-US) Sharon L. Jones, « Dorothy West Bibliography », The Langston Hughes Review, vol. 16, nos 1/2,‎ 1999-2000, p. 109 (1 page) (lire en ligne ),
- (en-US) Sharon L. Jones, « The Bourgeois Blues: African American Literary Aesthetics in Dorothy West's "The Living Is Easy" », The Langston Hughes Review, vol. 16, nos 1/2,‎ 1999-2000, p. 3-11 (9 pages) (lire en ligne )
- (en-US) Laurie Champion, « Social Class Distinctions in Dorothy West's "The Richer, the Poorer" », The Langston Hughes Review, vol. 16, nos 1/2,‎ 1999-2000, p. 39-49 (11 pages) (lire en ligne ),
- (en-US) Ann Rayson, « Sexuality, Color, and Class in Dorothy West's "The Wedding" », The Langston Hughes Review, vol. 16, nos 1/2,‎ 1999-2000, p. 32-38 (7 pages) (lire en ligne )
- (en-US) Joyce Durham, « Dorothy West and the Importance of Black "Little" Magazines of the 1930s: "Challenge" and "New Challenge" », The Langston Hughes Review, vol. 16, nos 1/2,‎ 1999-2000, p. 19-31 (13 pages) (lire en ligne )
- (en-US) Pamela Peden Sanders, « The Feminism of Dorothy West's "The Living Is Easy" », African American Review, vol. 36, no 3,‎ automne 2002, p. 435-446 (12 pages) (lire en ligne ),
- (en-US) Cherene Sherrard-Johnson, « "This Plague of Their Own Locusts": Space, Property, and Identity in Dorothy West's "The Living Is Easy" », African American Review, vol. 38, no 4,‎ hiver 2004, p. 609-624 (16 pages) (lire en ligne ),
- (en-US) Jennifer M. Wilks, « New Women and New Negroes: Archetypal Womanhood in "The Living Is Easy" », African American Review, vol. 39, no 4,‎ hiver 2005, p. 569-579 (11 pages) (lire en ligne ),
- (en-US) Meredith Goldsmith, « The Wages of Weight: Dorothy West's Corporeal Politics », Mosaic: An Interdisciplinary Critical Journal, vol. 40, no 4,‎ décembre 2007, p. 35-49 (15 pages) (lire en ligne )
- (en-US) Cynthia Davis et Verner D. Mitchell, « Eugene Gordon, Dorothy West and the Saturday Evening Quill Club », CLA Journal, vol. 52, no 4,‎ juin 2009, p. 393-408 (16 pages) (lire en ligne ),
- (en-US) Verner D. Mitchell, « To One Not There: The Letters of Dorothy West and Countee Cullen, 1926-1945 », The Langston Hughes Review, vol. 24,‎ hiver 2010-2011, p. 112-124 (13 pages) (lire en ligne ),